# Association Sportive Universitaire Lyonnaise Volley-ball 2013-2014 (maschile)
Questa voce raccoglie le informazioni riguardanti l'Association Sportive Universitaire Lyonnaise Volley-ball nelle competizioni ufficiali della stagione 2013-2014.

## Organigramma societario
Area direttiva
- Presidente: Krassimir Todorov

Area tecnica
- Allenatore: Silvano Prandi
- Allenatore in seconda: Jérôme Fraisse

## Rosa
| N° | Nome              | Ruolo | Data di nascita  | Nazionalità sportiva |
| -- | ----------------- | ----- | ---------------- | -------------------- |
| 2  | Arnaud Dupeyrat   | L     | 17 febbraio 1994 | Francia              |
| 3  | Bojidar Slavev    | S     | 30 giugno 1984   | Francia              |
| 4  | Simon Jarousse    | S     | 17 dicembre 1994 | Francia              |
| 5  | Quentin Jouffroy  | C     | 5 luglio 1993    | Francia              |
| 6  | Christo Todorov   | P     | 21 aprile 1988   | Francia              |
| 7  | Mark McGivern     | C     | 24 febbraio 1983 | Regno Unito          |
| 8  | Grayson Overman   | C     | 6 marzo 1991     | Stati Uniti          |
| 9  | Martin Jambon     | S     | 10 giugno 1989   | Francia              |
| 10 | Simon Tischer     | P     | 24 aprile 1982   | Germania             |
| 11 | Vladimir Nikolov  | S/O   | 3 ottobre 1977   | Bulgaria             |
| 12 | Gerard Osorio     | S     | 29 marzo 1993    | Spagna               |
| 13 | Teodor Salparov   | L     | 16 agosto 1982   | Bulgaria             |
| 14 | Srđan Ristić      | S/O   | 1º ottobre 1984  | Serbia               |
| 15 | Toon van Lankvelt | S     | 1º luglio 1984   | Canada               |
| 16 | Michal Hrazdíra   | S     | 21 ottobre 1985  | Rep. Ceca            |
| 17 | Hugo Caporiondo   | P     | 11 gennaio 1995  | Francia              |
| 18 | Maxime Santiago   | C     | 2 agosto 1995    | Francia              |
| 19 | Yoan Gwizdala     | C     | 18 dicembre 1993 | Francia              |
| 20 | Kiril Dimitrov    | S/O   | 5 maggio 1994    | Francia              |